# Francisco Álvares
Francisco Álvares (ca. 1465, Coímbra - 1536~1541, Roma) fue un misionero y explorador portugués recordado por haber viajado en 1515 a Etiopía como parte de la embajada portuguesa ante el emperador Lebna Dengel, que acompañó de vuelta al embajador etíope Mateus. La embajada no pudo llegar a Etiopía hasta 1520, donde se unió al largamente buscado enviado portugués Pêro da Covilhã. Allí permaneció seis años, regresando a Lisboa en 1526-27 después de haber escrito un informe titulado Verdadeira Informação das Terras do Preste João das Indias .

## Embajada de 1515 a Etiopía
Francisco Álvares fue capellán-sacerdote y limosnero del rey Manuel I de Portugal. Fue enviado en 1515 como parte de una embajada de Portugal al nəgusä nägäst (emperador de Etiopía), que acompañaba de regreso al embajador etíope Mateus (también conocido como Mateo, el armenio) y de la que era embajador Duarte Galvão. Partieron de Lisboa en marzo de 1515 en la flota de 17 embarcaciones que comandaba Lopo Soares de Albergaria elegido por el rey D. Manuel I para reemplazar al entonces gobernador Alfonso de Albuquerque y por ello nombrado 3º gobernador de la India portuguesa. 
Albergaria hizo una expedición naval en el mar Rojo en 1517, llevando a bordo la embajada con la intención de que desembarcasen en la costa. Primero alcanzaron el puerto de Adén, que ofreció rendirse pero que Albergaria renunció a ocupar dado que no podía prescindir de los hombres puestos a cargo de la guarnición del puerto. El intento de desembarcar la embajada al alcanzar el puerto de Massawa fue un fracaso, al no conseguir Albergaria ir más allá del archipiélago Dahlak, y fue abortado después de que muriese Galvão Duarte en la isla de Kamaran.  Álvares y Mateus se vieron obligados a esperar hasta que llegase el reemplazo de Albergaria, Diogo Lopes de Sequeira, con un nuevo embajador, D. Rodrigo de Lima. La partida llegó por fin a Massawa el 9 de abril de 1520 y rindieron visita a la corte de Lebna Dengel, donde trabó amistad con varios europeos que habían ganado el favor del Emperador, entre ellos Pêro da Covilhã y Nicolao Branceleon. El padre Álvares permaneció seis años en Etiopía, regresando a Lisboa, ya sea en 1526 o 1527.
En 1533 se le permitió acompañar a Dom Martinho de Portugal a Roma en una embajada al Papa Clemente VII, a quien el padre Álvares entregó la carta que Lebna Dengel había escrito para el pontífice. La fecha exacta de la muerte de Francisco Álvares, así como la de su nacimiento, es desconocida, pero el autor del artículo de la Encyclopædia Britannica de 1911 llega a la conclusión que fue antes de 1540, año en que un relato de sus viajes se publicó en Lisboa. En la introducción de su traducción de la obra de Álvares, C.F. Beckingham y George Wynn Brereton Huntingford proporcionan evidencias que apuntan a que la muerte de Álvares fue en Roma, y admiten que pudo haber muerto antes de que su trabajo hubiese sido publicado. 

## Escritos de Álvares
En 1540, Luís Rodrigues publicó una versión de la narración de Álvares en un volumen en folio titulado Verdadeira Informação das Terras do Preste João das Indias. C.F. Beckingham y G.W.B. Huntingford citan evidencias, basadas en parte en el trabajo previo del profesor Roberto Almagia, demostrando que la publicación de Rodrigues es sólo una parte del total de la narración de Álvares. Otra versión de lo que escribió Álvares fue incluida en un capítulo llamado «Viagio nella Ethiopia al Preste Ianni...» aparecido en una antología de relatos de viaje, Navigationi et Viaggi, reunida y editada por Giovanni Battista Ramusio, y publicada en 1550. Almagia también identificó tres manuscritos en la Biblioteca del Vaticano, que contienen extractos de las versiones del manuscrito original.
La obra de Francisco Álvares ha sido traducida al inglés por lo menos dos veces. La primera vez fue el trabajo del noveno barón Stanley de Alderley para la Sociedad Hakluyt en 1881. Esta traducción fue revisada y aumentada con notas por C.F. Beckingham y G.W.B. Huntingford, The Prester John of the Indies (Cambridge: Hakluyt Society, 1961). 
El autor del artículo de la Encyclopædia Britannica de 1911 fue crítico de la información que contenía, creyendo que debía de «ser recibida con cautela, ya que el autor es propenso a exagerar, y no se limita a sus propias observaciones») Sin embargo, Beckingham y Huntingford tienen una opinión mucho más elevada del testimonio de Álvares, afirmando que no sólo se trata de ser «incomparablemente más detallada que cualquier narración primera de Etiopía que haya sobrevivido; es también una fuente muy importante para la historia etíope, ya que fue escrita antes de que el país fuese devastado por las invasiones de los musulmanes somalíes y de los paganos Galla del segundo cuarto del siglo XVI». Proporciona las primeras descripciones registradas y detalladas de Aksum y Lalibela. Y siguen:

Está a veces equivocado, pero muy pocas raramente tonto o increíble. Cometió algunos errores; podría haber hecho otros que no podemos detectar porque es nuestra única autoridad; y cuando trata de describir edificios su dominio del lenguaje fue generalmente insuficiente; es a menudo confuso y oscuro, aunque esto puede ser tanto culpa de su impresor como suya; su prosa es a menudo difícil de leer y penosa de traducir; pero nos parece que está libre de la deshonestidad del viajero que intenta exagerar su propio conocimiento, importancia o valor.
He is sometimes wrong, but very rarely silly or incredible. He made a few mistakes; he may well have made others that we cannot detect because he is our sole authority; when he tried to describe buildings his command of language was usually inadequate; he is often confused and obscure, though this may be as much his printer's fault as his own; his prose is frequently difficult to read and painful to translate; but he seems to us to be free from the dishonesty of the traveller who tries to exaggerate his own knowledge, importance, or courage.
 C.F. Beckingham y G.W.B. Huntingford, Prester John, p. 13 